# Mathías De Ritis
Mathías Agustín De Ritis Serrentino (Montevideo, 31 gennaio 2003) è un calciatore uruguaiano, difensore del Banfield in prestito dal Peñarol e della nazionale Under-20 uruguaiana.

## Caratteristiche tecniche
Gioca come terzino sinistro.

## Carriera

### Club
De Ritis è cresciuto nel settore giovanile del Peñarol, con cui ha firmato il primo contratto professionistico il 7 aprile 2022. Ha debuttato in prima squadra il 29 ottobre 2023 nell'incontro di Copa Uruguay vinto 3-0 contro il Sud América.
Il 29 giugno 2024 è stato ceduto in prestito con diritto di riscatto al Banfield, club della prima divisione argentina.

### Nazionale
Nel gennaio del 2023 viene incluso da Marcelo Broli nella rosa della nazionale Under-20 uruguaiana partecipante al campionato sudamericano di categoria in Colombia, arrivando in finale e perdendo contro il Brasile. L'8 maggio 2023 viene convocato anche per il Mondiale di categoria in Argentina, concluso con la vittoria in finale contro l'Italia.

## Statistiche

### Presenze e reti nei club
Statistiche aggiornate al 7 ottobre 2024.
| Stagione        | Squadra         | Campionato      | Campionato | Campionato | Coppe nazionali | Coppe nazionali | Coppe nazionali | Coppe continentali | Coppe continentali | Coppe continentali | Altre coppe | Altre coppe | Altre coppe | Totale | Totale | Totale |
| Stagione        | Squadra         | Comp            | Pres       | Reti       | Comp            | Pres            | Reti            | Comp               | Pres               | Reti               | Comp        | Pres        | Reti        | Pres   | Reti   |        |
| --------------- | --------------- | --------------- | ---------- | ---------- | --------------- | --------------- | --------------- | ------------------ | ------------------ | ------------------ | ----------- | ----------- | ----------- | ------ | ------ | ------ |
| 2023            | Peñarol         | PD              | 0          | 0          | CU              | 1               | 0               | CS                 | 0                  | 0                  | -           | -           | -           | 1      | 0      |        |
| 2024            | Banfield        | PD              | 8          | 1          | CA+CdL          | 1+0             | 0               | -                  | -                  | -                  | -           | -           | -           | 9      | 1      |        |
| Totale carriera | Totale carriera | Totale carriera | 8          | 1          |                 | 2               | 0               |                    | 0                  | 0                  |             | -           | -           | 10     | 0      |        |

## Palmarès

### Club

#### Competizioni giovanili
- Coppa Libertadores Under-20: 1

Peñarol:: 2022

### Nazionale
- Campionato mondiale Under-20: 1

2023